# Saint-Martin-du-Bec
Saint-Martin-du-Bec è un comune francese di 613 abitanti situato nel dipartimento della Senna Marittima nella regione della Normandia.

## Società

### Evoluzione demografica
Abitanti censiti